# Eliurus webbi
Eliurus webbi és una espècie de mamífer rosegador de la família dels nesòmids. És endèmic de Madagascar, on viu a altituds d'entre 0 i 1.500 msnm. Grimpa als arbres, però fa el cau sota terra. El seu hàbitat natural són els boscos costaners i de plana. Està amenaçat per la desforestació del seu medi.
L'espècie fou anomenada en honor del naturalista britànic Cecil Stanley Webb.